# Salakjit Ponsana
Salakjit Ponsana (Thai: สลักจิต พลสนะ; * 14. Februar 1984 in Bangkok) ist eine thailändische Badmintonspielerin.

## Sportliche Karriere
2004 und 2008 startete Salakjit Ponsana im Dameneinzel bei Olympia. Bei ihrer ersten Teilnahme gewann sie in der ersten Runde gegen die Japanerin Miho Tanaka, verlor jedoch in der folgenden Runde gegen Gong Ruina und wurde Neunte. Vier Jahre später hatte sie zunächst ein Freilos, unterlag in der zweiten Runde gegen Zhang Ning und erreichte ebenfalls Rang neun. 2009 gewann sie die Damenkonkurrenz bei den Südostasienspielen.
National siegte sie erstmals bei den thailändischen Meisterschaften 2004 im Dameneinzel, zwei weitere Einzeltitel folgten 2006 und 2007. Im Jahr 2012 gewann sie das Einzel bei den Spanish International.